# 2013
2013（二千十三、にせんじゅうさん）は、自然数また整数において、2012の次で2014の前の数である。

## 性質
- 2013 は合成数であり、約数は 1, 3, 11, 33, 61, 183, 671, 2013 である。
  - 約数の和は2976。
  - 約数の個数が3連続(2013,2014,2015)で同じになる39番目の数である。1つ前は1981、次は2054。
- 305 番目の楔数である。1つ前は2006、次は2014。
  - 2013, 2014, 2015 と3連続楔数となる3番目の数である。1つ前は1885、次は2665。
- 0から3までの数を使ってできる4桁の整数で7番目の数である。1つ前は1320、次は2031。（オンライン整数列大辞典の数列 A199168）
- 各位の和が6になる51番目の数である。1つ前は2004、次は2022。
  - 各位の和が三角数になる405番目の数である。1つ前は2010、次は2017。(オンライン整数列大辞典の数列 A187744)
- 各位の立方和が平方数になる101番目の数である。1つ前は2010、次は2016。(オンライン整数列大辞典の数列 A197039)
- 2013 = 22 + 282 + 352 = 42 + 292 + 342 = 82 + 102 + 432 = 132 + 202 + 382
  - 3つの平方数の和4通りで表せる253番目の数である。1つ前は2011、次は2035。(オンライン整数列大辞典の数列 A025324)
  - 異なる3つの平方数の和4通りで表せる240番目の数である。1つ前は2004、次は2035。(オンライン整数列大辞典の数列 A025342)
- 2013 = 472 − 196
  - n = 47 のときの n2 − 142 の値とみたとき1つ前は1920、次は2108。(オンライン整数列大辞典の数列 A132770)

## その他 2013 に関連すること
- 西暦2013年
- 近鉄2013系電車は2013年10月に運行を開始した近畿日本鉄道の観光列車。